# Шилов, Виктор Васильевич
Ви́ктор Васи́льевич Ши́лов (9 октября 1955, Челябинск — 11 апреля 2025, Челябинск) — советский, российский педагог и музыкант, учитель музыки челябинской школы № 138 (1985—2018), Заслуженный учитель России (2000), победитель всероссийского конкурса «Учитель года России» (1999).
В 1975 году окончил Челябинский энергетический техникум. С 1975 года работал во Дворце пионеров и школьников им. Н. К. Крупской аккомпаниатором и руководителем оркестра.
В 1979 году окончил Челябинский институт культуры. В 1983—1985 годах — слесарь механосборочных работ в ПО «Полёт».
С 1985 по 2018 год — учитель музыки в школе № 138.
Виктором Шиловым разработаны авторская программа «Музыкальное развитие учащихся в классах разноуровневого обучения и углублённого изучения музыкального искусства в школе», вспомогательный курс «Развитие первичного интереса к музыке».
Скончался 11 апреля 2025 года в Челябинске на 70-м году жизни.